# Куцина
Куцѝна е село в Северна България, община Полски Тръмбеш, област Велико Търново.

## География
Село Куцина се намира в средната част на Дунавската хълмиста равнина. Разположено е на 2 – 3 km западно от река Янтра, около пресичащия го в направление север – юг първокласен републикански път I-5 от Русе до ГКПП Маказа, който е част от Европейски транспортен коридор Е85. По този път на север Куцина има връзка през Петко Каравелово и Раданово с общинския център Полски Тръмбеш, а на юг – през Поликраище и Самоводене с областния център Велико Търново.
Покрай Куцина от изток минава железопътната линия, водеща на север към Русе, а на юг през възловата гара в град Горна Оряховица (връзка с железопътната линия София – Варна) за Велико Търново, Стара Загора, Кърджали.
Населението на село Куцина, достигнало максимума си от 1616 души към 1956 г., намалява до 591 към 2018 г.
При преброяването на населението към 1 февруари 2011 г., от обща численост 693 лица, за 483 лица е посочена принадлежност към „българска“ етническа група и за 19 – към „турска“, а за останалите не е даден отговор.

## История
Селото е било околийски център след Освобождението на България за около една година в периода 1880 — 1881 г. 
Кочининска околия утвърдена с Указ № 317 на княз Александър Батенберг от 26 юни 1880 г. (обн., ДВ, бр. 55 от 5 юли 1880), закрита с Указ № 265 на княз Александър Батенберг от 4 април 1881 г., (обн. ДВ, бр. 23 от 16 април 1881).
В този период околия Куцина е обхващала следните общини:
- Влашица
- Големи Ялари
- Горна Липница
- Долна Липница
- Ердуванли
- Карамца
- Лесичери
- Мекиш
- Мургазли
- Окчилар
- Паскалевец
- Поликраище
- Ресен
- Циганово

### Православен храм „Света Богородица“
Църковно настоятелство в селото е учредено през 1856 година. Първи църковни настоятели са били:хаджи Димия Иванов, Коста Николов, Драган и Величко Добреви. Село Куцина през 50-те години е било причислявано към енорията в Полски Сеновец. Свещеник в селото от 1863 до 1874 г. е бил Стефан Попогеоргиев от село Никюп. Построява се малка църква в центъра на селото. През 1880 е съборена и на нейно място е построена сегашната църква. Храмът е бил осветен от Великотърновския митрополит Климент. Свещеник Иван Григоров служил в църквата до 1913.

### Народно основно училище
Първото килийно училище в селото е създадено през 1860 година. Първия учител е бил Сава Даскалов. Училището се е помещавало в частна къща, а след около 10 години се премества в килията към църквата. Първата сграда на училището е построена през 1893 г. – с 4 стаи.

### Читалище „Нравственост“
Читалище „Нравственост“ е основано на 11 януари 1904 г. от инициатива на група учители от селото.
Марин Димитров е избран за пръв председател на читалището. От 1926 г. читалището става член на окръжния читалищен съюз.

### Трудово кооперативно земеделско стопанство
През 1950 г. е учредено Трудово кооперативно земеделско стопанство (ТКЗС) „Мичурин“ – с. Куцина, Великотърновско. По данни за документите, съхранявани в Държавен архив, Велико Търново, през следващите години стопанството има следното развитие и промени:
- Трудово кооперативно земеделско стопанство (ТКЗС) „Мичурин“ – с. Куцина, Великотърновско (1950 – 1958);
- Бригада – Куцина, Великотърновско към Обединено трудово кооперативно земеделско стопанство „Георги Димитров“ – с. Полски Сеновец, Великотърновско (1959 – 1988);
- Кооперативно земеделско стопанство (КЗС) „Мичурин“ – с. Куцина, Великотърновско (1989 – 1992);
- Частна земеделска производствена кооперация (ЧЗПК) „Светлина“ – с. Куцина, Великотърновско (1992 – 1992) и
- последно – Частна земеделска производствена кооперация (ЧЗПЗ) „Светлина“ в ликвидация – с. Куцина, Великотърновско (1992 – 1995).

## Население
Преброяване на населението през 2011 г.
Численост и дял на етническите групи според преброяването на населението през 2011 г.:
|                     | Численост | Дял (в %) |
| Общо                | 693       | 100,00    |
| Българи             | 483       | 69,69     |
| Турци               | 19        | 2,74      |
| Цигани              | 0         | 0,00      |
| Други               | 0         | 0,00      |
| Не се самоопределят | 0         | 0,00      |
| Неотговорили        | 190       | 27,41     |

## Обществени институции
Село Куцина към 2019 г. е център на кметство Куцина.
В Куцина към 2019 г. има:
- действащо читалище „Нравственост 1904“;[10][11]
- пощенска станция.[12]

## Културни и природни забележителности
Събор на 12 септември.

## Личности
- Аврам Аврамов – краевед, поет, писател, роден в Куцина през 1933 г.;
- От Куцина е борецът и олимпийски медалист Радослав Великов
- Христо Христов майстор на спорта по Спортна Акробатика за 2007 г. И Републикански шампион за 2005, 2006, 2008, 2009 година.